# فهرست خدایان
در اینجا بر خدایان مختلف بر اساس ادیان، فرهنگها و اسطوره‌ها ذکر شده در بخشهای مختلف دنیا، بر اساس نوع و منطقه نمایه گردیده‌اند.
در اینجا همچنین لیست افرادی که مورد ستایش و تقدس الهی واقع گردیده‌اند و مواردی ازجمله ایزدانگاری و فرقه‌های حکومتی وجود دارد. برای دیدن القاب خدایان ادیان توحیدی می‌توانید لیست نامهای خدا را ملاحظه کنید.
برای مشاهدهٔ خدایان فرقه‌های اساطیری به لیست خدایان اساطیری مراجعه نمایید.

## طبقه‌بندی بر اساس نوع

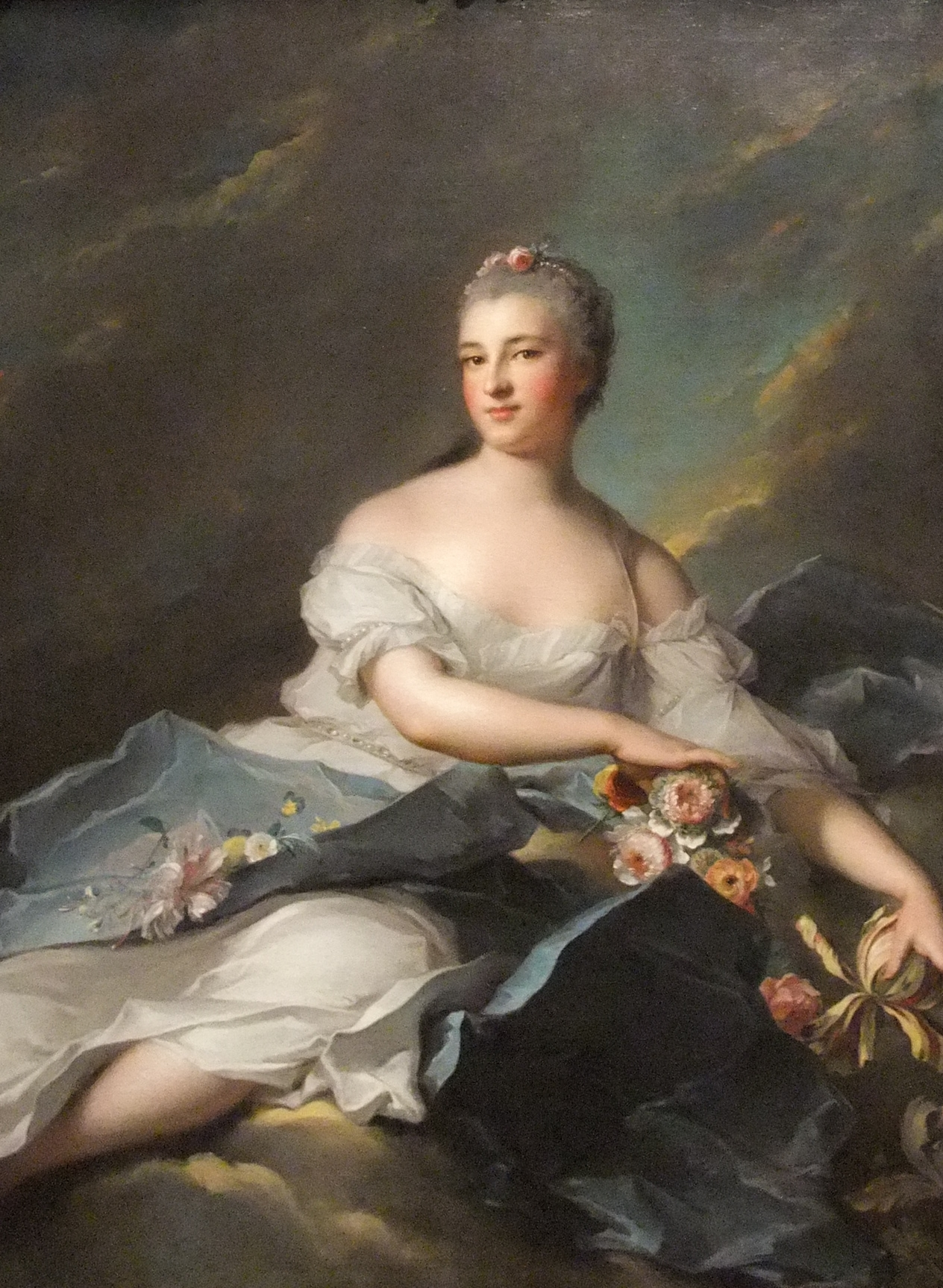
بارون ریگولی دوگنی (Baronne Rigoley d'Ogny) به عنوان شفق قطبی، توسط جین-مارک ناتیر، موزه هنر بالتیمور

یکی از طبقه‌بندی‌های بنیادین انواع خدایان توسط ست تامپسون ارایه گردیده‌است (1955-1958):
- A0 خالق (نه لزوماً خدا)
- A100—A199. خدایان به‌طور کلی
  - A101. خدای متعال
  - A104. ساخت خدایان
  - A107. خدایان تاریکی و نور (تاریکی فکر به صورت پلیدی و شرارت، نور به عنوان خیر و نیکی)
  - A109.1. خدای سه گانه (تثلیث)
  - A116. خدایان دو قلو
  - A111.1. مادر خدایان
  - A111.2. پدر خدایان
  - A117.5. خدایان ارواح مقدس مرده هستند
  - A131. خدایان با ویژگی‌های حیوانی
    - A132.3. اسب خدا (الهه)
    - A132.5. خرس-خدا (الهه)
    - A132.9. گاو-خدا

  - A161.2. پادشاه خدایان
  - A177.1. خدا به عنوان ساده لوح یا شیاد
  - A192. مرگ یا خروج خدایان
  - A193. خدایان رستاخیز
- A200—A299. خدایان جهان بالا
  - A210. آسمان-خدا
  - A220. خورشید-خدا
  - A240. ماه-خدا
  - A250. ستاره-خدا
  - A260. نور
  - A270. سحر
  - A280. خدای آب و هوا
    - A281. خدای طوفان
    - A282. خدای باد
    - A284. خدای تندر
    - A287. خدای باران
- A300—A399. خدایان جهان زیرین
  - A310. خدای جهان مردگان
  - A311. رهبر مرده
- A400—A499. خدایان زمین (شرایط انسانی)
  - A400. زمین
  - A401. مادر زمین
  - A405. طبیعت
  - A410. خدایان محلی
  - A411. خدایان خانگی
  - A415. خدای قبایل و ملتها
  - A420. آب
  - A421. دریا
  - A425. رودخانه
  - A417. چشمه
  - A430. پوشش گیاهی
  - A431. باروری
  - A435. درختان و جنگل‌ها
  - A440. حیوانات
  - A450. حرفه‌ها و مشاغل
    - A451. خدای صنعتگر
    - A452. شکار
    - A454. شفا

  - A460. خدایان انتزاعی (همچنین Z110. شخصیت انتزاعی)
    - A461. حکمت
    - A463. سرنوشت
      - A463.1. سرنوشت (الهه‌ای که عهده‌دار سرنوشت مردان است)

    - A464. عدالت
    - A465. خدای هنر
    - A472. خواب
    - A473. ثروت
    - A475. عشق
    - A484. سوگند
    - A485. جنگ
    - A486. خشمها (الههٔ انتقام)
    - A487. مرگ

  - A490. خدایان متفرقهٔ زمین
    - A491. خدای مسافران
    - A493. خدای آتش
- A500—A599. نیمه خدایان و قهرمانان فرهنگی

## طبقه‌بندی بر اساس نوع حوزه فرهنگی

### خاور نزدیک و شمال آفریقا
- خاور نزدیک باستان
  - لیست خدایان مصر
  - خدایان بین‌النهرین
    - خدایان کاسیان

  - خدایان سامی: ببینید ال، الوهیم

ازیریس, خداوند مرگ. پوست سبز او نماد تولد دوباره است.

    - عبادتگاه‌های آشوری-بابلی (همچنین نگاه کنید به شجره نامهٔ خانوادگی خدایان بابلی)
    - خدایان کنعانی

  - آناتولی
    - خدایان هیتی
    - خدایان هوری
    - خدایان لیدی

  - قفقاز
    - خدایان ارمنی
    - خدایان گرجی
    - خدایا اوستیایی

  - ایرانی: ببنید ایزد، ببینید همچنین کیش کهن آریایی
- شمال آفریقا:
  - اساطیر بربری
    - خدایان گوانچه
- خدایان پیش از اسلام عربی
  - خدایان نبطی

### آسیای مرکزی/شمالی
- سیبریایی
- کلاغ خدای کامچاتکا و چوکوتکا
- ترک و-مغول
  - تنگری

### شرق آسیا
- خدایان چینی
- خدایان ژاپنی
- خدایان کره‌ای
- لیست بوداسفها

### هند/جنوب آسیا
- خدایان هندو

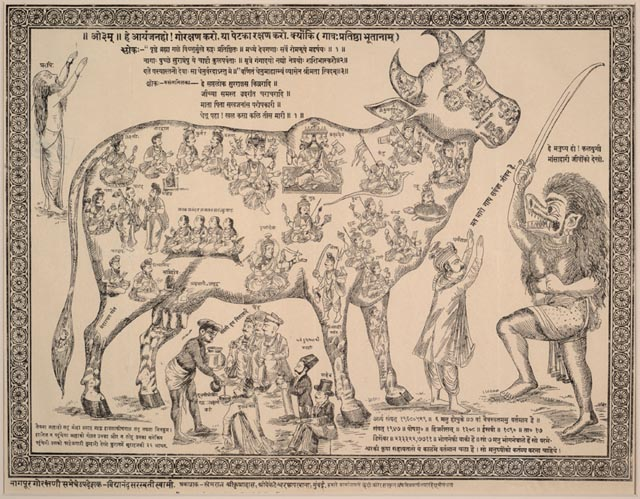
این تصویر نشان می‌دهد مذهب هندو باور دارد که هر بخشی از گاو مظهر الوهیت خاصی است.

  - خدایان ریگ‌ودایی (همچنین ببینید کیش کهن آریایی)
  - خدایان محلی سریلانکایی تامیلی
  - خدایان محلی نادو تامیلی

### آسیای جنوب شرقی
- خدایان اساطیر فیلیپین
- خدایان اندونزی
- خدایان مالزیایی چینی

### اروپا
- خدایان بالتیک
  - خدایان لاتویایی
  - خدایان لیتوانیایی
- خدایان سلتی
  - خدایان ایرلندی
- خدایان اتروسکی
- خدایان فنلاندی
- خدایان ژرمنی
  - خدایان آنگلو-ساکسونی
  - خدایان و الهه‌های اسکاندیناوی
- معبد یونانی (همچنین نگاه کنید به لیست اساطیری یونانی چهره
- خدایان مجارستانی
- خدایان لوسیتانی
- خدایان پارینه بالکانی
- لیست خدایان رومی
- خدایان سامی
- خدایان اسلاوی

### کشورهای جنوب صحرای آفریقا

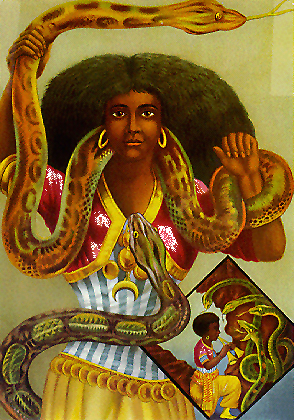
پوستری از مامی واتا, "مار کشیش مونث (1926 هامبورگ) توسط هنرمند آلمانی شلیزینگر که در معابد آفریقا و در خارج از آن به عنوان تصویر محبوب مامی واتا به نمایش گذاشته شد.

- خدایان آفریقایی
  - آلوسی
  - خدایان یوروبایی
- آفریقایی-آمریکایی
  - لوا
  - اریشا

### آمریکا
- آمریکای میانه
  - خدایان آزتک‌ها
  - خدایان مایاها
- آمریکای شمالی
  - خدایان اساطیر اینویی
  - خدایان بومی آمریکا
- آمریکای جنوبی
  - خدایان اینکاها
  - گوارانی
  - ماپوچه
  - مویسکا

### استرالیا و اقیانوسیه
- خدایان بومی استرالیا
- خدایان هاوایی
- خدایان مائوری
- خدایان جزایر پلینزی
- خدایان رپانویی (جزیره ایستر)

## همچنین نگاه کنید
- نیمه خدا
- لیست خدایان اساطیری
- فرهنگ عامه
- خدا (مرد خدا)
- الهه
- لیست الهه‌ها
- فهرست موجودات افسانه‌ای بر اساس نوع آنها
- لیست افسانه‌ها
- لیست افرادی که مورد ستایش و تقدس الهی واقع گردیده‌اند.
- نامهای خدا
- پانتئون (دین)